# Lauriane Nolot
Lauriane Nolot (9 de dezembro de 1998) é uma velejadora francesa.

## Carreira
Nolot nasceu em Toulon em 9 de dezembro de 1998. Ela cresceu em Camps-la-Source. Seu primeiro interesse esportivo foi a equitação. Ela é formada pela Universidade de Toulon. Ela começou a praticar kitesurf como sua família aos 16 anos. Ela visitava praias com seu pai e irmão e eles se tornaram seus primeiros competidores enquanto ela treinava para ser capaz de igualar ou superar suas habilidades. Ela decide seguir a evolução do esporte e aprender kitefoil, que é kitesurf com um hidrofólio sob a prancha. Ela então se juntou ao treinamento de Ariane Imbert em Hyères em kitefoil aos 19 anos enquanto estudava para um mestrado em criação digital.
Em 2021, Nolot se tornou campeã francesa da França e conquistou a prata no campeonato europeu de 2021 em Montpellier. Em 2021, ela conquistou o terceiro lugar no Campeonato Mundial de Fórmula Kite daquele ano em Torregrande , na Sardenha. No entanto, ela foi derrotada pelas surfistas britânicas Ellie Aldridge e Daniela Moroz, que venceram o evento.
No ano seguinte, ela se tornou campeã europeia de 2022 na Grécia. Em maio de 2024, no Campeonato Mundial de Vela de Formula Kite, ela conquistou o título mundial novamente, derrotando a kitesurfista britânica Ellie Aldridge para o segundo lugar. Nolot foi derrotada por Aldridge, que ganhou uma medalha de ouro nas Olimpíadas de Paris de 2024 no evento inaugural feminino de Fórmula Kite. Ela recebeu a prata depois de cair em uma das corridas finais.